# Читанка

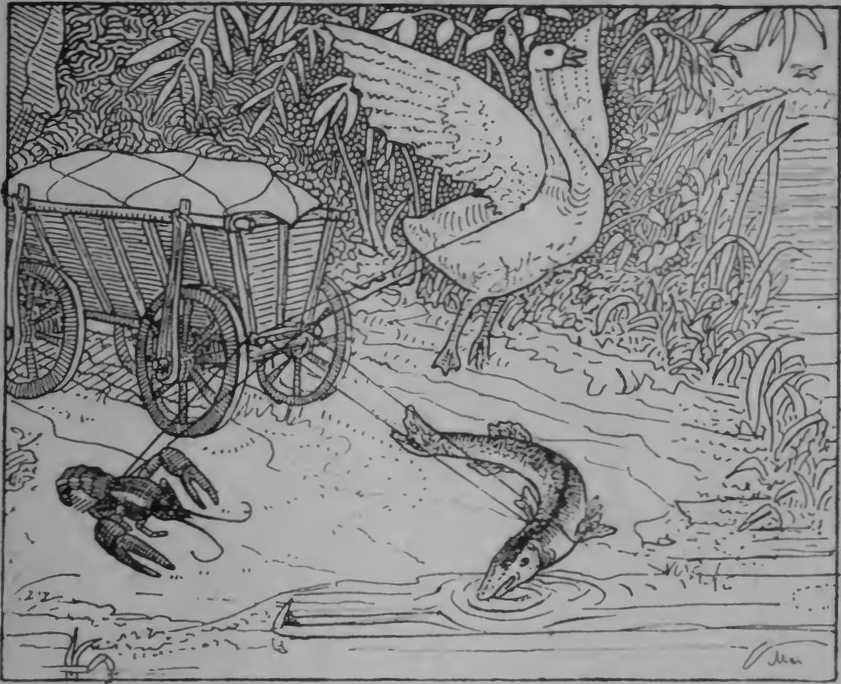
Ілюстрація Ю. Магалевського з читанки 1921 року: байка

Чи́танка — одна з перших книжок для читання, що містить доступний дітям пізнавальний і виховний матеріал.
Крім виконання утилітарних (навчити читати) та дидактичних завдань, подає зразки фольклору і художньої літератури різних жанрів, які залучають учнів до мистецтва слова, формують і розвивають естетичний смак.

## Історія

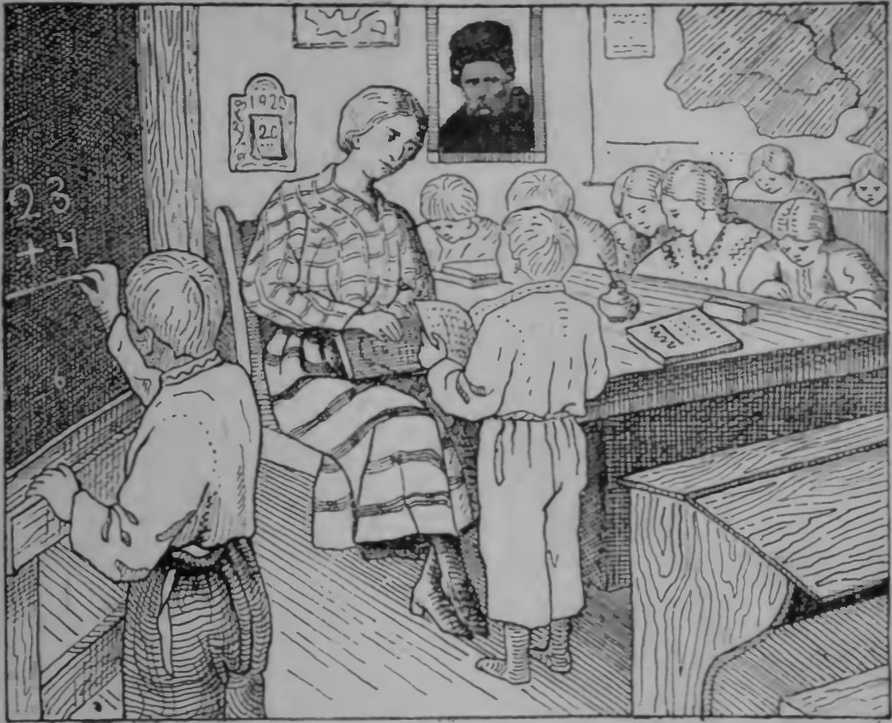
Ілюстрація Ю. Магалевського з читанки 1921 року: шкільний клас з портретом Т. Шевченка

### У Російській імперії
Термін «читанка» з'явився в Україні в середині ХІХ сторіччя з виходом підручника М. Шашкевича «Читанка для малыхъ дітєй до школьного и домашного употребленія» (1850), яку видав Я. Головацький на основі рукопису «Читанка для діточок в народних училищах руських» (1836). З 1850—1860-х років на території України з'являються перші подібні посібники й поступово створюється науково обґрунтована методика читання. Перші підручники з читання містили природничі, географічні статті, уривки з художніх творів, вірші. Під час роботи з ними вчитель мав пояснювати дітям зміст прочитаного, допомагати в його засвоєнні. У 1860—1870-х роках такий метод назвали «пояснювальне читання». Більшість українських читанок для молодших школярів кінця ХІХ — початку ХХ сторіччя мали чітку національну спрямованість.

### У СРСР
У період з 1920-х по 1940-ві роки в українській освіті відбулася певна ідеологізація. Особливий наголос робили на трудовому вихованні. Читанки видавали з позначками «для трудових шкіл» або «для вжитку в установах соцвиху». Загалом їхні тиражі в цей період були невеликими. Іноді перекладали читанки на українську мову з російських видань. Художнє оформлення було досить простим, з чорно-білими ілюстраціями або й без них. Книги були невеликими за обсягом і друкувалися на папері низької якості.
У 1950—1980-х роках посібники теж не були позбавлені ідеології. Посібники більшали за обсягом (в середньому по 150 сторінок), видавалися великими тиражами, на сторінках розміщували кольорові ілюстрації, фоторепродукції творів живопису, поступово покращували методичний апарат. Характерним для підручників цього часу була також велика кількість перевидань. Наприклад, популярна тоді «Читанка для першого класу» Н. Гов'ядовської перевидавалася 12 разів (з 1955 по 1971), а «Літературна читанка» М. Миронова — більш як 20 разів (з 1936 по 1969). Видавалися посібники здебільшого у видавництві «Радянська школа».

### В Україні
З початком 90-х років автори створювали читанки нового типу, основою яких була ідея формування особистості на засадах і національних, і загальнолюдських цінностей. Підручники містили нові тексти українського фольклору, найкращі зразки української літератури, переклади творів класиків зарубіжної дитячої літератури. Тексти для читання стають насичені національними символами, а самі видання більше ілюстровані.
Їм давали поетичні назви «Ластівка», «Біла хата», «Писанка» (1992, Київ) авторства Д. Чередниченка та Г. Кирпи під спільним псевдонімом Оксана Верес. Популярність тоді мали також посібники, укладені науковцями Інституту педагогіки АПН України М. Вашуленком, О. Савченко, Н. Скрипченко, Н. Волошиною, А. Каніщенко.